# Kirsi Heikkinen
Pour les articles homonymes, voir Heikkinen.
Kirsi Heikkinen est une arbitre finlandaise de football née le 26 décembre 1978 à Espoo.

## Carrière
Kirsi Heikkinen commence sa carrière d'arbitre en 1998 et est une arbitre internationale depuis 2002. Elle arbitre des matchs du Championnat d'Europe de football féminin 2009, dont une demi-finale ainsi que des rencontres la Ligue des champions féminine de l'UEFA, dont la finale de l'édition 2009-2010.